# Steyr Mannlicher
Steyr Mannlicher GmbH & Co KG, österrikisk vapentillverkare, tidigare del av Steyr-Daimler-Puch.

## Historia
16 april 1864 grundade Josef Werndl Josef und Franz Werndl & Comp. - Waffenfabrik und Sägemühle in Oberletten. 1869 omvandlades företaget till Österreichische Waffenfabriksgesellschaft (OEWG) som senare bytte namn till Steyr-Werke och som 1934 blev en del av Steyr-Daimler-Puch. Splittringen av Steyr-Daimler-Puch-koncernen ledde fram till bildandet av Steyr Mannlicher som idag är den direkta arvtagaren till det första företag som Josef Werndl skapade 1864. 
Steyr Mannlicher tillverkar vapen för jakt (under namnet Mannlicher) samt för militära och polisiära ändamål (Steyr Arms). Företagets mest kända vapen är Steyr AUG. Man tillverkar däremot inte pansarfordon. Denna tidigare del av Steyr-Daimler-Puch heter idag Steyr-Daimler-Puch Spezialfahrzeug GmbH.

## Produkter
Gevär
- AUG — Automatkarbin
- ACR — Experimentell automatkarbin
- M1895 — Gevär
- Scout — Gevär
- SSG 69 — Prickskyttegevär
- HS .50 — Prickskyttegevär
- IWS 2000 — 15.2mm Antimaterialgevär

Kulsprutepistoler
- MPi 69
- MPi 81
- TMP

Pistoler
- M1894 (1894–)
- M1901 (1901–1903)
- M1912 (1912–1945)
- GB (1970s–1980s)
- M-serien (1999–)